# Platja d'El Embayo
Les Platja del Embayo es troba en el concejo asturià d'Avilés i pertany a la localitat de Nieva. Presenta forma de petxina. Pertany a la Costa Central asturiana, la qual, excepte casos comptats no presenta platges amb protecció mediambiental.
Per accedir a aquesta platja cal localitzar els nuclis més propers que són Nieva i Zeluán. El nom popular pel qual sol ser coneguda aquesta zona és Cola de Caballo posat que és el nom de la formació rocosa per la qual es passa, incloent un curt túnel d'uns 10 m i va cap al far de San Juan des de l'enclavament de Zeluán. Està en una desembocadura fluvial, no té cap servei i solament es recomana com a activitat d'esbarjo la pesca a canya, ja que el bany en la ria no és recomanable.